# سنت بوریان

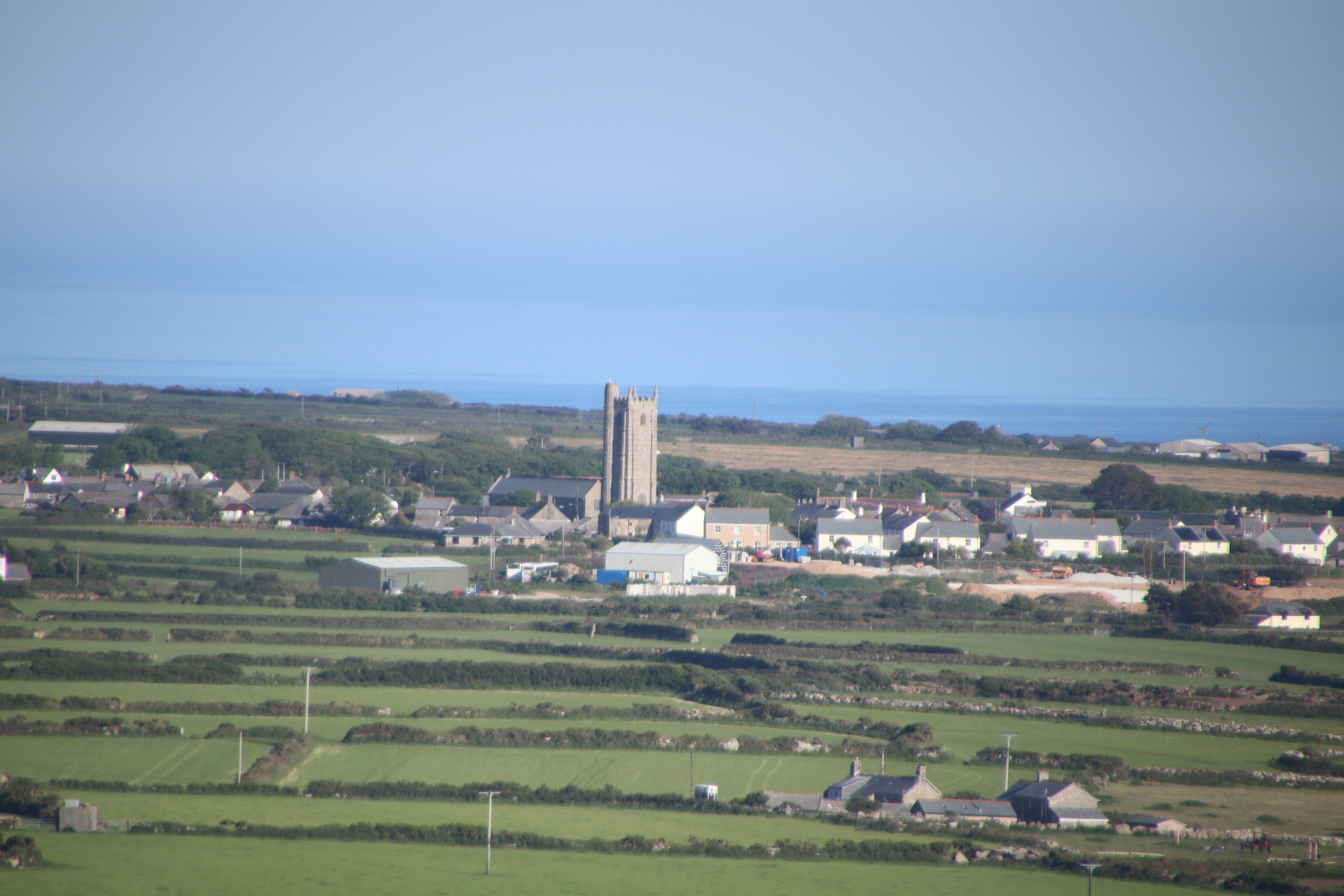
خیابان Buryan Cornwall

سنت بوریان (به انگلیسی: St Buryan) یک روستا و محله مدنی در بریتانیا است که در کورنوال واقع شده‌است. سنت بوریان ۱٬۴۱۲ نفر جمعیت دارد.